# Tvøroyri

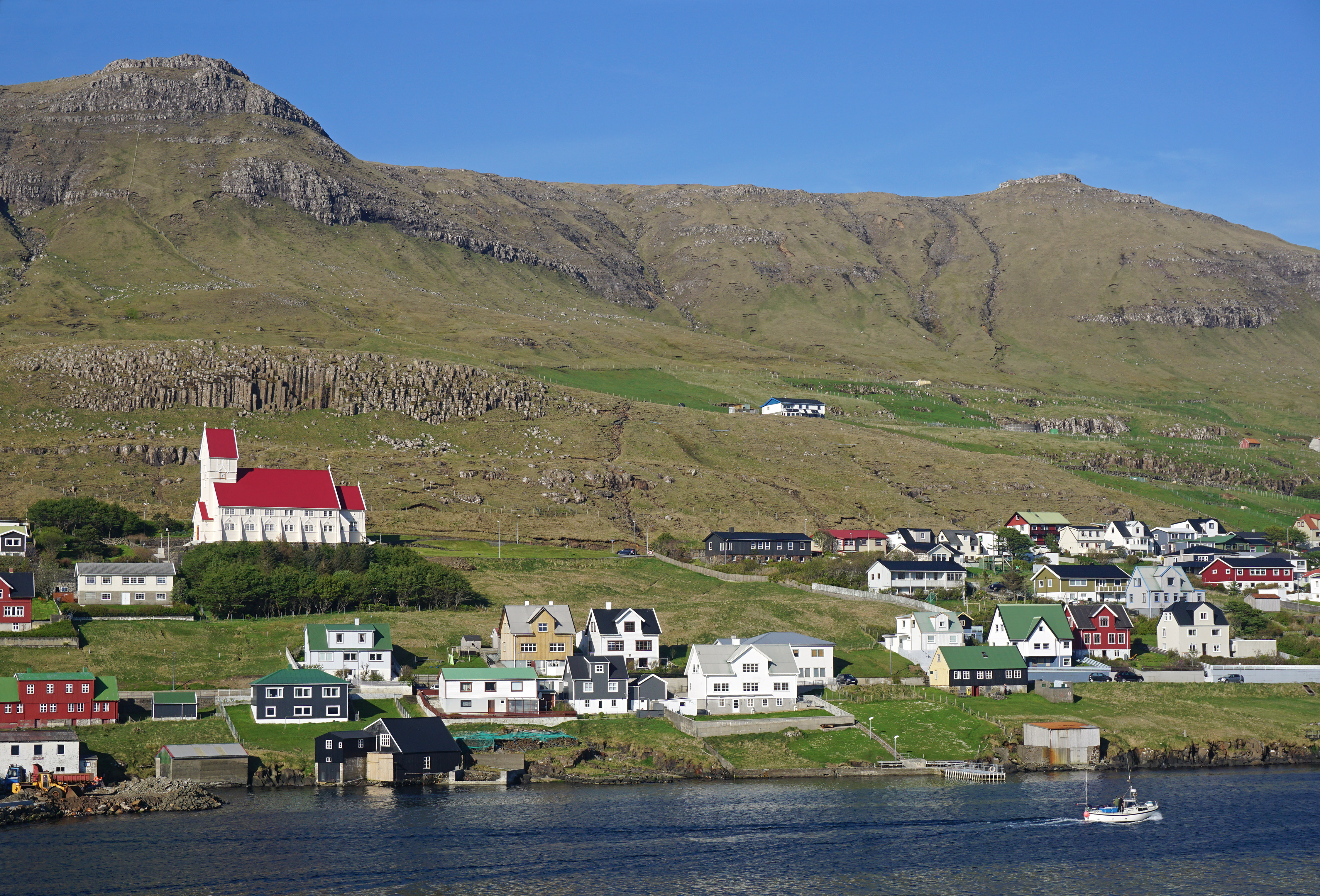
Tvøroyri

Tvøroyri este un oraș din Insulele Faroe.